# Nyugat-Szamoa az 1988. évi nyári olimpiai játékokon
Nyugat-Szamoa a dél-koreai Szöulban megrendezett 1988. évi nyári olimpiai játékok egyik részt vevő nemzete volt. Az országot az olimpián 4 sportágban 11 sportoló képviselte, akik érmet nem szereztek.

## Atlétika
| Versenyző   | Versenyszám   | Selejtező | Selejtező | Döntő    | Döntő    |
| Versenyző   | Versenyszám   | Eredmény  | Helyezés  | Eredmény | Helyezés |
| ----------- | ------------- | --------- | --------- | -------- | -------- |
| Henry Smith | Diszkoszvetés | 49,40 m   | 25.       | kiesett  | kiesett  |

## Birkózás
Szabadfogású
| Versenyző   | Versenyszám | Vigaszágas kiesés                                                               | Vigaszágas kiesés | Helyosztók        | Helyosztók        | Bronz- mérkőzés   | Döntő             | Helyezés    |
| Versenyző   | Versenyszám | Vigaszágas kiesés                                                               | Vigaszágas kiesés | 7. helyért        | 5. helyért        | Bronz- mérkőzés   | Döntő             | Helyezés    |
| Versenyző   | Versenyszám | Ellenfél Eredmény                                                               | Hely.             | Ellenfél Eredmény | Ellenfél Eredmény | Ellenfél Eredmény | Ellenfél Eredmény | Helyezés    |
| ----------- | ----------- | ------------------------------------------------------------------------------- | ----------------- | ----------------- | ----------------- | ----------------- | ----------------- | ----------- |
| Uati Iutana | 74 kg       | B csoport · Adama Damballey (GAM) · kétvállas · Pekka Rauhala (FIN) · kétvállas | 11.               | kiesett           | kiesett           | kiesett           | kiesett           | helyezetlen |
| Fred Solovi | 100 kg      | A csoport · Leri Habelovi (URS) · kétvállas · Floriano Spiess (BRA) · 7–11      | 9.                | kiesett           | kiesett           | kiesett           | kiesett           | helyezetlen |

## Ökölvívás
| Versenyző           | Versenyszám   | Selejtező                   | 32-es főtábla                        | Nyolcaddöntő      | Negyeddöntő       | Elődöntő          | Döntő             | Helyezés |
| Versenyző           | Versenyszám   | Ellenfél Eredmény           | Ellenfél Eredmény                    | Ellenfél Eredmény | Ellenfél Eredmény | Ellenfél Eredmény | Ellenfél Eredmény | Helyezés |
| ------------------- | ------------- | --------------------------- | ------------------------------------ | ----------------- | ----------------- | ----------------- | ----------------- | -------- |
| Tiui Faamaoni       | Harmatsúly    | Moumouni Siuley (NIG) · RSC | kiesett                              | kiesett           | kiesett           | kiesett           | kiesett           | 33.      |
| Ulaipalota Tauatama | Pehelysúly    | Evance Malenga (MAW) · 5:0  | Tomasz Nowak (POL) · mérkőzés nélkül | kiesett           | kiesett           | kiesett           | kiesett           | 17.      |
| Avaavau Avaavau     | Kisváltósúly  | Khalid Rahilou (MAR) · RSC  | kiesett                              | kiesett           | kiesett           | kiesett           | kiesett           | 33.      |
| Asomua Naea         | Váltósúly     | erőnyerő                    | Humberto Aranda (CRC) · RSC          | kiesett           | kiesett           | kiesett           | kiesett           | 17.      |
| Likou Aliu          | Nagyváltósúly | erőnyerő                    | Vincenzo Nardiello (ITA) · KO        | kiesett           | kiesett           | kiesett           | kiesett           | 17.      |
| Viliamu Lesiva      | Középsúly     | erőnyerő                    | Darko Dukić (YUG) · RSC              | kiesett           | kiesett           | kiesett           | kiesett           | 17.      |
| Pua Ulberg          | Félnehézsúly  |                             | Andrea Magi (ITA) · 0:5              | kiesett           | kiesett           | kiesett           | kiesett           | 17.      |

RSC – a mérkőzésvezető megállította a mérkőzést

## Súlyemelés
| Versenyző     | Versenyszám | Szakítás | Szakítás | Lökés    | Lökés    | Összesen | Helyezés |
| Versenyző     | Versenyszám | Eredmény | Helyezés | Eredmény | Helyezés | Összesen | Helyezés |
| ------------- | ----------- | -------- | -------- | -------- | -------- | -------- | -------- |
| Taveuni Ofisa | 67,5 kg     | 107,5    | 19.      | 142,5    | 16.      | 250,0    | 18.      |